# Salvator (pramen)
Pramen Salvator je pramen minerální vody na Slovensku, v okrese Prešov mezi obcemi Šindliar a Lipovce.

## Umístění pramene
Salvator je nejznámější z 16 zdokumentovaných pramenů v katastru obce Lipovce. Nachází se v nadmořské výšce 518 m n. m. a vede k němu žlutě značená  turistická trasa, která slouží zároveň jako cyklostezka. Tato oblast je nejdůležitější oblastí vývěru minerální vody v okrese Prešov. Voda v prameni je studená, slabě mineralizovaná, hypotonická, hydrogenuhličitanová a vápeno-hořečnatá. Dle obsahu plynů je klasifikovaná jako silně uhličitá, středně sirovodíková a dusíkatá. V současnosti pramen využívá velkoplnírenský závod, který vodu stáčí a prodává jako stolní minerálku.

## Historie
Prameny v Lipovcích jsou lidem známé již od nepaměti. Podle pověsti využívali pramenů již Templáři, kteří měli obývat hrad na jednom z nedalekých vrcholů Braniska. První písemná zmínka o pramenu však pochází z 18. století od Mateje Bela, který jej zmiňuje ve svém rukopisném opise Šarišské stolice.
Již v roce 1794 zde vznikly první lázně, a to na popud barona Splényi, který nechal kolem pramene vybudovat malou koupelnu vybavenou vanami a pozval do Lipovců lékaře, který v roce 1799 provedl analýzu vody. Voda byla vyhodnocena jako bohatá na železo a tím mohla konkurovat i bardejovské minerální vodě. Rovněž Dr. Alojz Jács po své analýze Hlavního a Žriedlového pramene ohodnotil v Šarišské stolici tyto vody jako sirné, železnaté, alkalické kyselky, které jsou svou léčivostí druhé hned za bardějovskými prameny.
Na přelomu 18. a 19. století dal nový majitel hrabě Szakmary postavit záchytnou zeď a minerální vody plnit do láhví a následně expedovat po celé zemi pod názvem Salvator – Spasitel. Využití minerální vody pro koupele bylo, především díky její nízké teplotě, poněkud obtížnější. Přesto se však Lipovce staly v první polovině 19. století významným lázeňským střediskem, ve kterém se scházely významné šlechtické rody z celého okolí Prešova.
Později stále klesala obliba lázní, nicméně rostla obliba stolní minerální vody a koncem 19. století se o Lipovcích dovídáme pouze jako o městě s plnírnou stolních vod. Význam projektu podtrhuje i vymezení ochranného pásma od maďarské vlády v roce 1880.
Po druhé světové válce se v Lipovcích vybudoval velkoplnírenský závod.

## Léčivost vody
Voda je vhodná při některých střevních a žaludečních onemocněních, cukrovce, poruchách látkové výměny a při náchylnosti k tvorbě močových kamenů.